# Cheirogaleus lavasoensis
Cheirogaleus lavasoensis és una espècie de primat de la família dels quirogalèids. És endèmic de Madagascar. L'holotip tenia una llargada total de 53,7 cm, la cua de 27 cm, els peus de 5,3 cm, les orelles de 2,6 cm i un pes de 297 g. Com que fou descoberta fa poc, l'estat de conservació d'aquesta espècie encara no ha estat avaluat formalment. El seu nom específic, lavasoensis, significa ‘de Lavasoa’ en llatí.